# Boca del Cufré
Boca del Cufré ist eine Ortschaft in Uruguay.

## Geographie und Lage
Boca del Cufré befindet sich auf dem Gebiet des Departamento San José in dessen Sektor 5 am Ufer des Río de la Plata. Der Ort liegt im äußersten Südwesten San Josés an der Grenze zum Nachbardepartamento Colonia, die dort vom bei Boca del Cufré mündenden Arroyo Cufré gebildet wird. Unmittelbar westlich befindet sich in Colonia der Ort Brisas del Plata. Weitere Ansiedlungen in der Nähe sind im Nordosten Ecilda Paullier und Scavino.

## Geschichte
An der Örtlichkeit, an der sich der heutige Ort Boca del Cufré befindet, sowie in Puerto Arazatí traf im Dezember 1531 der portugiesische Seefahrer Pedro Lópes de Souza auf die Exarúas bzw. Charrúas.

## Infrastruktur

### Verkehr
Nördlich des Ortes verläuft in einigen Kilometern Entfernung die Ruta 1, an die etwa auf Höhe des Kilometerpunktes 100 eine Straßenanbindung Boca del Cufrés besteht. Es existiert zudem eine über Ecilda Paullier führende regelmäßige Busanbindung an die Departamento-Hauptstadt San José.

### Tourismus
Das ursprünglich als Fischerdorf entstandene Boca de Cufré hat sich mittlerweile auch dem Tourismus verschrieben. Im Rahmen des touristischen Angebots hält der Ort einen, ehemals von der Intendencia, mittlerweile privat betriebenen Campingplatz und Ferienhäuser vor. Ein gastronomisches Angebot ist ebenfalls vorhanden. Neben Wassersportaktivitäten bietet sich vor Ort auch die Möglichkeit des Angelns sowohl im Arroyo Cufré als auch im Río de la Plata. Ferner verfügt die mit einem umfangreichen Pinienbestand aufwartende Ortsumgebung über breite Sandstrände, die zum wiederholten, insgesamt vierten Male von der LATU als zertifizierter umweltschonend bewirtschafteter Naturstrand (Playa Natural de Gestión Ambiental Certificada) ausgezeichnet wurden. Auch eine kleine, mit derjenigen in Ecilda Paullier zusammenarbeitende Poliklinik ist nahe dem Campingplatz vorhanden.

## Einwohner
Die Einwohnerzahl von Boca del Cufré beträgt 28 (Stand: 2011), davon 13 männliche und 15 weibliche. Mit 38 Einwohnern war der Ort beim Census 2004 der gemessen an der Einwohnerzahl kleinste des Departamentos.
| Jahr | Einwohner |
| ---- | --------- |
| 1963 | 15        |
| 1975 | 29        |
| 1985 | 40        |
| 1996 | 61        |
| 2004 | 38        |
| 2011 | 28        |

Quelle: Instituto Nacional de Estadística de Uruguay